# کتابخانه دولتی ادبیات خارجی مارگاریتا رودومینو - تمام روسیه
کتابخانه دولتی تمام روسی مارگاریتا رودومینو برای ادبیات خارجی، که از نظر تاریخی با نام کتابخانه تمام اتحادیه ادبیات خارجی در زمان اتحاد جماهیر شوروی شناخته می‌شد، کتابخانه‌ای ویژه است که عمدتاً بر گردآوری ادبیات و مطالب خارجی تمرکز دارد و در مسکو مستقر است. همچنین به دلیل ماهیت مجموعه خود با نام مستعار «خارجی» شناخته می‌شود. این کتابخانه توسط مارگاریتا ایوانونا رودومینو تأسیس شد.

## تاریخچه
این کتابخانه توسط مارگاریتا ایوانوونا رودومینو در سال ۱۹۲۱ در یک ساختمان قدیمی در مرکز مسکو تأسیس شد. این کتابخانه به عنوان یک کتابخانه کوچک نئوفیلولوژی افتتاح شد که با مجموعه‌ای تنها ۱۰۰ کتاب به زبان‌های آلمانی، فرانسوی و انگلیسی واقع در طبقه پنجم ساختمان آغاز به کار کرد. در سال‌های اولیه، تمرکز اصلی کتابخانه بر گردآوری منابع زبان‌شناسی و ادبیات تطبیقی بود. با گذشت زمان، این مجموعه به‌تدریج گسترش یافت و به یکی از مراکز مهم مطالعات زبان‌های خارجی در روسیه تبدیل شد. تلاش‌های رودومینو در توسعه‌ی روابط فرهنگی بین‌المللی نقش مهمی در شکل‌گیری هویت علمی کتابخانه ایفا کرد. امروزه این نهاد نه‌تنها میراثی ارزشمند از منابع زبان‌شناسی را در خود جای داده، بلکه به عنوان پلی میان فرهنگ‌ها و زبان‌ها شناخته می‌شود. این کتابخانه اولین کتابخانه تخصصی در اتحاد جماهیر شوروی نبود و پیش از آن کتابخانه بنیادی کتابخانه‌های اجتماعی در سال ۱۹۱۸ و کتابخانه پزشکی علمی مرکزی ایالتی در سال ۱۹۱۹ تأسیس شده بودند.
در سال ۱۹۴۸، شورای وزیران اتحاد جماهیر شوروی به این کتابخانه عنوان «کتابخانه مرکزی سراسری» را اعطا کرد.
این کتابخانه سالانه تقریباً ۲۵۰ سخنرانی و جلسه و ۲۰۰ نمایشگاه برگزار کرده است. این رویدادها با حضور پژوهشگران، نویسندگان، هنرمندان و علاقه‌مندان به زبان، ادبیات و فرهنگ، بستری برای تبادل اندیشه، معرفی آثار جدید، و بررسی موضوعات روز فراهم کرده‌اند. همچنین، بسیاری از این برنامه‌ها به صورت آنلاین نیز پخش شده‌اند تا مخاطبان گسترده‌تری را در سراسر کشور پوشش دهند.
این کتابخانه چهار بار نقل مکان کرد و تا سال ۱۹۶۷ محل فعلی خود را نداشت. این کتابخانه هنوز تحت کنترل بنیانگذار آن بود و شامل چهار میلیون کتاب می‌شد. بیشتر کتاب‌ها از کشورهای غربی هستند و کتابخانه دارای امکانات زبان است تا خوانندگان بتوانند زبان کتاب‌ها را یاد بگیرند. کتاب‌ها بر اساس سیستم مورد استفاده در فرهنگی که کتاب‌ها از آن آمده‌اند، فهرست‌بندی می‌شوند. بنیانگذار کتابخانه در دانمارک در رشته کتابداری تحصیل کرد. او در سال ۱۹۷۳ بازنشسته شد که در آن زمان کتابخانه چهار میلیون نشریه به ۱۲۸ زبان داشت. از سال ۱۹۷۵، مشخصات کتابخانه شامل داستان، ادبیات خارجی در زمینه علوم انسانی، هنر، کشورهای خارجی و نشریات مرجع بوده است.
ساختمان اصلی کتابخانه در مسکو در بانک یاوزا، روبروی ساختمان مرتفع در خاکریز کوتلنیچسکایا واقع شده است.
برخلاف سایر کتابخانه‌های علمی مرکزی مسکو، این کتابخانه برای خوانندگان شانزده ساله در نظر گرفته شده است. برای خوانندگان کوچکتر (از ۵ تا ۱۶ سال) اتاق کودک وجود دارد.
این کتابخانه که با نام مستعار «بیگانه» شناخته می‌شود، گنجینهٔ گسترده‌ای از ادبیات علوم انسانی دارد. در مقایسه با دیگر کتابخانه‌های اصلی مسکو، مانند کتابخانهٔ ایالتی روسیه و کتابخانهٔ عمومی تاریخی ایالتی روسیه، این کتابخانه دسترسی نسبتاً سریعی به کتاب‌ها از مخزن خود، تنها در ۱۵ تا ۲۰ دقیقه، ارائه می‌دهد. گفته می‌شود که این کتابخانه یکی از مهم‌ترین کتابخانه‌های جهان است.

## مدیران
- ۱۹۲۲–۱۹۷۳: مارگاریتا ایوانونا رودومینو
- ۱۹۷۳–۱۹۹۰: لیودمیلا کاسیگین
- ۱۹۹۰–۱۹۹۳: ویاچسلاو وسوولودویچ ایوانف
- ۱۹۹۳–۲۰۱۵: اکاترینا یوریونا ژنیوا
- 2015–2018: وادیم والریویچ دودا
- ۲۰۱۹-اکنون: میخائیل شپل

## پیوندها
وب‌سایت
وی‌کنتاکته